# Stéphane Audeguy
Œuvres principales
- La Théorie des nuages (2005)
- Fils unique (2006)

Stéphane Audeguy, né en 1964 à Tours, est un écrivain français contemporain.

## Biographie
Il est assistant réalisateur pour un film de Cédric Klapisch[réf. nécessaire].
Il enseigne l’histoire du cinéma et des arts dans un établissement public des Hauts-de-Seine (BTS Audio-visuel).

## Style

### Fiction encyclopédique
Le roman chez Stéphane Audeguy fait une belle place aux sciences dures et aux sciences humaines : haut degré de précision, chiffres, dates, noms propres et progression par apposition servent de caution à la scientificité du propos. Mais loin de toute pédanterie, la science se fond dans la narration : "le roman entrelace les savoirs et les récits dans un geste de narrativisation de la science, dans un récit des découvertes et des errances qui font du conteur une figure de l'encyclopédiste susceptible de retranscrire l'enchantement de la connaissance". Pourtant, la quête de vérisme parfois poussée à l'extrême semble parodier le discours scientifique et nous mène ainsi à la défiance. L'écriture cultive un aplomb qui lui permet de mieux masquer son rapport ambigu au savoir : elle falsifie le réalisme.

### La parole: énonciation et discours rapportés
Les romans de Stéphane Audeguy tournent tous autour de la question de l'irreprésentable, ce qui explique le goût de l'écrivain pour les énonciations paradoxales : il raconte la vie d'un animal dans Histoire du lion Personne, celle des nuages ou de la pluie dans La Théorie des Nuages, celle du frère inconnu de Jean-Jacques Rousseau dans Fils Unique.
Ses romans procèdent très souvent d'un enchâssement des énonciations : la parole est un relais que narrateur et personnages se passent, "Le récit passe comme un nuage de l'un à l'autre. Il s'adapte à chaque destin, le mouille, s'y transforme. Enrichi par tout ce qu'il révèle et traverse". Mais si la parole circule, les personnages ne s'expriment jamais directement et le narrateur conserve son droit de régie. Le roman chez Audeguy se refuse à la parole vive, le dialogue est proscrit et l'écrivain a une prédilection marquée pour les formes indirectes du discours rapporté (discours indirect et indirect libre). De cette structure romanesque paradoxale résulte cette belle monotonie qui berce La Théorie des Nuages. Lorsqu'au détour d'une phrase, une dissonance nous fait entendre les mots d'un autre, c'est bien souvent pour les mettre à distance. Il y a une douce ironie sous la plume d'Audeguy ; ironie qui repose très souvent sur la polyphonie et qui ne va pas sans humour.

### La tentation du rhétorique?
La phrase d'Audeguy laisse deviner l'héritage de la tradition rhétorique, ce dont le discours de la remise du prix Genevoix à l'écrivain se fait l'écho : il mentionne "sa tenue, l'élégance de son style, le beau plaisir d'une langue maniée avec grâce et esprit". En effet, Audeguy privilégie généralement la phrase longue qui peut se construire comme une période. Elle est alors très structurée par la ponctuation, mais aussi par tout un système de répétitions, d'anaphores ou d'anadiploses qui lui confèrent unité, harmonie et cohérence. Une clausule peut alors venir fermer la phrase avec esprit, dans une quête d'achèvement et de perfection formelle. Mais ce travail de rhétorique et de ciselage de la langue n'est pas à prendre au premier degré. La phrase de Stéphane Audeguy "est d'un classicisme et d'une élégance presque affectés. Ce presque signe sa réussite : elle porte la nostalgie d'un monde possible et une ironie sur cette nostalgie". Ce travail de sape résulte d'une écriture qui choisit parfois de frôler le "trop écrit", qui adopte un lexique scientifique ou familier, où se met au service de l'érotisme, thème central dans la poétique d'Audeguy : tous ces éléments viennent neutraliser le lyrisme formel. C'est cette ambivalence du style qui confère à l'écriture cette belle "élégance désenchantée"

### Une œuvre à la conjointure des arts
Comme beaucoup d'écrivains contemporains, le style de Stéphane Audeguy est nourri d'influences non romanesques. Le cinéma pour l'écrivain - et ancien monteur - c'est d'abord le montage, et l'on peut saluer dans ses romans un art du découpage. Loin d'une écriture du flux, du continu, Stéphane Audeguy découpe et assemble ses romans en une succession de scènes qui lui permettent de jongler avec la chronologie et les points de vue. Nous Autres est probablement son roman le plus marqué par cette esthétique de la fragmentation. Plus importante est encore l'influence de la poésie : "le cœur de la littérature, pour moi, c'est le poème". La prédilection de l'écrivain pour les figures de répétition et d'anadiplose créent des échos sonores qui musicalisent la prose devenue poétique. Nous Autres notamment cultive l'alexandrin, dissémine l'inversion poétique, épure la ponctuation. Mais le roman conserve ses distances avec la belle ostentation de la poésie. La musique litanique des alexandrins s'interrompt brutalement, le rythme trébuche ou la syntaxe s'embrouille et le charme est rompu. L'écriture d'Audeguy est tentée par le poétique et la perfection formelle mais jamais ne s'y abandonne. Comme toujours, elle déjoue toutes les étiquettes.

## Œuvres

### Romans
- La Théorie des nuages, roman, Gallimard, coll. blanche, 2005, rééd. en « Folio », 2007.  (ISBN 978-2-07-077250-6) - Prix Maurice-Genevoix 2005
- Prix du Style 2005[11] 
- Prix littéraire Québec-France Marie-Claire-Blais 2007 
- Sélectionné au Festival du Premier roman 2006[12].
- Fils unique, roman, Gallimard, coll. blanche, 2006, rééd. en « Folio », 2008.  (ISBN 978-2-07-077724-2) - Prix des Deux Magots 2007
- Nous autres, roman, Gallimard, coll. blanche, 2009.  (ISBN 978-2070123186) - Nommé pour le  Prix Virilo 2009
- Rom@, roman, Gallimard, coll. blanche, 2011.  (ISBN 978-2-07-012321-6)
- Histoire du lion Personne, roman, Le Seuil, coll. Fiction et Cie, 2016.  (ISBN 978-2-02-133178-3) - Prix Wepler 2016 - Prix littéraire 30 millions d'amis 2016[13]
- Une mère , roman, Le Seuil, coll. Fiction et Cie, 2017  (ISBN 978-2-02-137021-8)
- Dejima, roman, Le Seuil, coll. Fiction et Cie, 2022, 287 pages  (ISBN 978-2-02-146-003-2)

### Essais et autres publications
- Les Monstres : si loin si proches, Gallimard, coll. « Découvertes Gallimard/Culture et société » (no 520), 2007.  (ISBN 978-2070341245)Réédition sous le titre Les Monstres, Gallimard, coll. Albums Beaux Livres, préface de Pierre Dubois, 2013  (ISBN 9782070142637)
- Petit éloge de la douceur, essai, Gallimard, Coll. Folio no 4618, 2007.  (ISBN 978-2070345458)
- In Memoriam, Le Promeneur, 2009.  (ISBN 978-2070123193)
- L'Enfant du Carnaval, Gallimard, coll. « L'un et l'autre », 2009.  (ISBN 978-2070123209)
- Les Monstres, Gallimard, Albums Beaux Livres, 2013.

Participation
- « Les Deux Pigeons », nouvelle in Des nouvelles de La Fontaine, préface d'Edwy Plenel, Gallimard, 2007.  (ISBN 978-2070782970)
- « Memorabilia : Ground Zero » in La Nouvelle Revue française, (p. 130-142), no 591, octobre 2009.  (ISBN 978-2070127023)
- Petit éloge de la douceur, Folio, mai 2024,  (ISBN 9782073073457)